# Bludnaja (affluente della Chatanga)
La Bludnaja (in russo Блудная?) è un fiume della Siberia Orientale, affluente di destra della Chatanga. Scorre nel Tajmyrskij rajon del Territorio di Krasnojarsk, in Russia.
Il fiume ha origine da un piccolo lago senza nome a un'altitudine di 361 m tra i monti Chara-Tas e scorre prevalentemente in direzione settentrionale. Ha una lunghezza di 187 km; l'area del suo bacino è di 5 650 km². Sfocia nella Chatanga a 37 km dalla foce.
Non ci sono insediamenti lungo il corso del fiume, l'unico villaggio dell'area, Novorybnaja, si trova 5 km a sud-ovest della foce, sulla riva della Chatanga.